# كريستيان بيرجستروم
كريستيان بيرجستروم (بالسويدية: Kristian Bergström)‏ (8 يناير 1974 السويد - ) هو لاعب كرة قدم سويدي، يلعب كلاعب وسط، لعب 289 مباراة وسجل 89 هدف.

## مسيرته

### مسيرته مع المنتخبات الوطنية
- 2001 - 2001 لعب مع منتخب السويد لكرة القدم مباراتين.

### مسيرته مع الأندية
- 1992 - 2015 لعب مع أتفدابيرجس 144 مباراة سجل خلالها 67 هدف.
- 1998 - 2002 لعب مع نادي نوركوبنغ 129 مباراة سجل خلالها 21 هدف.
- 2003 - 2003 لعب مع نادي مالمو 14 مباراة سجل خلالها هدف.

## روابط خارجية
- كريستيان بيرجستروم على موقع اتحاد السويد (السويدية)
- كريستيان بيرجستروم على موقع قاعدة بيانات كرة القدم.إي يو (الإنجليزية)
- كريستيان بيرجستروم على موقع ناشيونال فوتبول تيمز (الإنجليزية)
- كريستيان بيرجستروم على موقع Soccerway.com (الإنجليزية)
- كريستيان بيرجستروم على موقع عالم كرة القدم.نت (الإنجليزية)